# Elaiossoma
Elaiossoma são estruturas carnudas que estão ligadas às sementes de muitas espécies de plantas. O elaiossoma é rico em lipídios e proteínas e pode ter formas variadas. Muitas plantas têm elaiossomas que atraem formigas, que levam a semente ao ninho e alimentam o elaiossoma às suas larvas